# Корсунський похід Володимира Святославича
Корсунський похід Володимира Святославича або Взяття Корсуня — облога та захоплення київським князем Володимиром I грецького міста Корсунь у Криму в 988 або 989 році.

## Історія
У 987 році було підписано угоду між великим князем київським Володимиром Святославичем і візантійським імператором Василієм II, за якою Володимир Святославич мав надавати військову допомогу Василію II проти повсталих у Візантії феодалів, а Василій II після хрещення Володимира мав віддати йому в дружини свою сестру Анну. Після того, як руські воїни допомогли Василію II здолати ворогів, той порушив головну умову договору з Володимиром — відмовив йому в шлюбі зі своєю сестрою. Тоді князь вирішив силою примусити імператора дотриматися обіцяного. Він завдав удару по одному з найвразливіших місць імперії, центрові її панування в Криму — місто Херсонес (інша назва — Корсунь; античний Херсонес Таврійський). Навесні 989 року руське військо облягло Корсунь і після тривалої облоги здобуло його. Падіння Корсуня означало для Візантії втрату Криму, що був однією з житниць імперії, а також контролю над північною частиною Чорного моря. Не сподіваючись відвоювати місто в київського великого князя, імператор спішно відіслав Анну до Корсуня, де Володимир восени 989 року урочисто взяв із нею шлюб. Навесні 990 року Володимир із Анною прибув до Києва і незабаром по тому почав запроваджувати християнство на Русі. У «Повісті временних літ» опис подій, пов'язаних з переговорами Володимира з Василієм II, а також облогою й здобуттям Корсуня і запровадженням на Русі християнства, зведено в одну літописну статтю під 988; насправді, однак, ці події в цілому тривали 3 роки. Г. Васильєвський і В.Розен, виходячи з датування згаданих середньовічними хроністами астрономічних явищ, що спостерігалися в дні облоги Володимиром Святославичем Корсуня, встановили, що місто було здобуто між 7 квітня і 27 липня 989 року.